# Rhytidostemma laurae
Rhytidostemma laurae är en oleanderväxtart som först beskrevs av Morillo, och fick sitt nu gällande namn av Morillo. Rhytidostemma laurae ingår i släktet Rhytidostemma och familjen oleanderväxter. Inga underarter finns listade i Catalogue of Life.